# Hugues Cuénod
Hugues Cuénod (Corseaux, Vevey, Suiza, 26 de junio de 1902 - Vevey, Suiza, 3 de diciembre de 2010) fue un tenor suizo de notable y larga trayectoria. Se especializó en oratorios, canción francesa, lieder de Schubert, Schumann, papeles de carácter, opereta y música antigua, sacra y contemporánea. Ostenta el récord de ser el cantante más longevo en debutar en el Metropolitan Opera de Nueva York, a los 84 años en 1987 como el emperador Altoum en Turandot de Puccini.

## Biografía
Hugues Adhémar Cuénod se entrenó como cantante en Lucerna y posteriormente en Ginebra, Basilea y Viena.
Debutó en 1928 en Jonny Spielt Auf de Ernst Krenek en el Teatro de los Champs-Élysées de París y en 1929 en Estados Unidos en Bitter Sweet de Noel Coward, donde regresó en una extensa gira.
Durante la Segunda Guerra Mundial enseñó en el conservatorio de Ginebra.
Trabajó con Nadia Boulanger, Arthur Honegger, Albert Roussel, Georges Auric, Henri Sauguet, Francis Poulenc y otros compositores.
Cantó en La Scala (1951),  Glyndebourne (1954), en Roma (Wozzeck junto a Tito Gobbi) y Covent Garden (1954, 1956, 1958). Participó en el estreno mundial de The Rake's Progress de Stravinsky en 1951 en Venecia con Elisabeth Schwarzkopf.
Para su centenario fue premiado por la fundación Lotte Lehmann.
Se retiró en 1994 a los 92 años como Monsieur Triquet en Eugenio Onegin en el Théâtre du Jorat en Mézières. Una de las carreras más largas de la historia del canto, si no la más larga.
Residió en el Château de Lully que perteneció a su familia; en el año 2007 se casó con su compañero sentimental durante 25 años, Alfred Augustin, 41 años más joven, cuando se aprobaron las leyes de beneficios legales para homosexuales en Suiza.

## Discografía
- Berlioz: Benvenuto Cellini / Davis, Gedda, Eda-pierre
- Cavalli: La Calisto / Leppard, Baker, Bowman, Cotrubas, Trama
- Hugues Cuenod - "le Maitre De La Melodie"
- Giordano: Andrea Chénier / Pavarotti, Caballé, Chailly
- Mozart: Le Nozze Di Figaro, K 492 / Varviso, Blankenburg, Freni, Bacquier
- Mozart: Le Nozze Di Figaro / Rescigno, Trama, Caballé, Sciutto, Bruscantini
- Offenbach: Contes d'Hoffmann / Bonynge, Sutherland, Domingo
- Satie: Socrate; French Song Cycles / Cuenod, Parsons
- Stravinsky: The Rake's Progress / Stravinsky, Kraus, Schwarzkopf, Tourel
- Verdi: Falstaff, Etc / Gui, Previtali, Evans, Et Al
- Faure, Duparc: Melodies / Cuenod, Isepp, Parsons
- A Tribute To Hughes Cuenod

- Puccini, Turandot, James Levine, Eva Marton-Plácido DOmingo, DVD Metropolitan Opera